# فهد برکه الجهنی
فهد برکه الجهنی (عربی: فهد الجهني؛ زادهٔ ۷ سپتامبر ۱۹۸۷) یک ورزشکار اهل عربستان سعودی است.